# Boogschieten op de Europese Spelen 2015
Boogschieten is een van de sporten die beoefend werden tijdens de Europese Spelen 2015 in Bakoe, Azerbeidzjan. Het toernooi begon op woensdag 17 juni en eindigde op maandag 22 juni.  Aan het toernooi deden 64 mannen en 64 vrouwen mee. Deze sport bestond uit 5 evenementen: twee individuele evenementen (mannen en vrouwen) en drie teamevenementen (mannen, vrouwen en gemixt).

## Medailles
| Onderdeel           | Goud                                                      | Zilver                                                        | Brons                                                            |
| ------------------- | --------------------------------------------------------- | ------------------------------------------------------------- | ---------------------------------------------------------------- |
| Mannen individueel  | Miguel Alvariño                                           | Sjef van den Berg                                             | Anton Prilepov                                                   |
| Mannen team         | Oekraïne Heorhiy Ivanytskyy Markiyan Ivashko Viktor Ruban | Spanje Miguel Alvariño Antonio Fernandez Juan Rodríguez       | Nederland Mitch Dielemans Sjef van den Berg Rick van der Ven     |
| Vrouwen individueel | Karina Winter                                             | Maja Jager                                                    | Alicia Marin                                                     |
| Vrouwen team        | Italië Guendalina Sartori Elena Tonetta Natalia Valeeva   | Wit-Rusland Hanna Marusava Ekaterina Timofeyeva Alena Tolkach | Oekraïne Veronika Marchenko Anastasia Pavlova Lidiia Sichenikova |
| Gemixt team         | Italië Natalia Valeeva Mauro Nespoli                      | Georgië Khatuna Narimanidze Lasha Pkhakadze                   | Oekraïne Lidiia Sichenikova Heorhiy Ivanytskyy                   |

## Medailleklassement[6]
| Plaats | Land        | Goud | Zilver | Brons | Totaal |
| 1      | Italië      | 2    | 0      | 0     | 2      |
| 2      | Spanje      | 1    | 1      | 1     | 3      |
| 3      | Oekraïne    | 1    | 0      | 2     | 3      |
| 4      | Duitsland   | 1    | 0      | 0     | 1      |
| 5      | Wit-Rusland | 0    | 1      | 1     | 2      |
| 5      | Nederland   | 0    | 1      | 1     | 2      |
| 6      | Denemarken  | 0    | 1      | 0     | 1      |
| 6      | Georgië     | 0    | 1      | 0     | 1      |
| Totaal | Totaal      | 5    | 5      | 5     | 15     |

Atletiek · Badminton · Basketbal · Boksen · Boogschieten · Gymnastiek · Judo · Kanovaren · Karate · Sambo · Schermen · Schietsport · Schoonspringen · Strandvoetbal · Synchroonzwemmen · Taekwondo · Tafeltennis · Triatlon · Volleybal · Waterpolo · Wielersport · Worstelen · Zwemmen